# Каспар (Калифорнија)
Каспар (енгл. Caspar) насељено је место без административног статуса у америчкој савезној држави Калифорнија.

## Демографија
По попису из 2010. године број становника је 509.
| Група             | 2000.    | 2010.       |
| Белци             | 0 (0,0%) | 466 (91,6%) |
| Афроамериканци    | 0 (0,0%) | 3 (0,6%)    |
| Азијати           | 0 (0,0%) | 8 (1,6%)    |
| Хиспаноамериканци | 0 (0,0%) | 15 (2,9%)   |
| Укупно            | 0        | 509         |